# Махтоб Махмуди
Махтоб Махмуди (на персийски: مهتاب محمودی, на английски: Mahtob Mahmoody) е американска писателка, авторка на мемоари.

## Биография и творчество
Махтоб Махмуди е родена на 4 септември 1979 г. в Хюстън, Тексас, САЩ. Името ѝ на персийски означава „лунна светлина“. Дъщеря е на писателката Бети Махмуди. Има двама полубратя от първия брак на майка ѝ. Когато е 4-годишна, баща ѝ, анестезиологът д-р Сайед Махмуди, води семейството си в Иран за среща с роднините и кратка ваканция, но започва работа като лекар в Ирано-иракската война. Тя и майка ѝ са задържани насила в Техеран в продължение на 2 години, преди да избягат през Турция. Одисеята им е описана в книгата на Бети Махмуди „Не без дъщеря ми“ и екранизирана в едноименния холивудски филм от 1991 г.
Махтоб Махмуди завършва през 2002 г. Мичиганския държавен университет с бакалавърска степен по психология. След дипломирането си работи в областта на психичното здраве и като защитник на общественото съзнание за здравните и социалните инициативи към „AEI Speakers Bureau“.
През 2013 г. е издаден мемоарният ѝ роман „Най-сетне свободна!“. В него излага своето виждане и спомени за случилото се в Иран и нейния живот след това.
Махтоб Махмуди живее със семейството си в Гранд Рапидс, Мичиган.

## Произведения
- My Name Is Mahtob: The Story that Began the Global Phenomenon Not Without My Daughter Continues (2013)
Най-сетне свободна! : разказът на дъщерята от „Не без дъщеря ми“, изд. „Емас“ (2015), прев. Емилия Ничева-Карастойчева